# Madureso (Kuwarasan)
Madureso is een bestuurslaag in het regentschap Kebumen van de provincie Midden-Java, Indonesië. Madureso telt 2582 inwoners (volkstelling 2010).